# Ponte in Valtellina

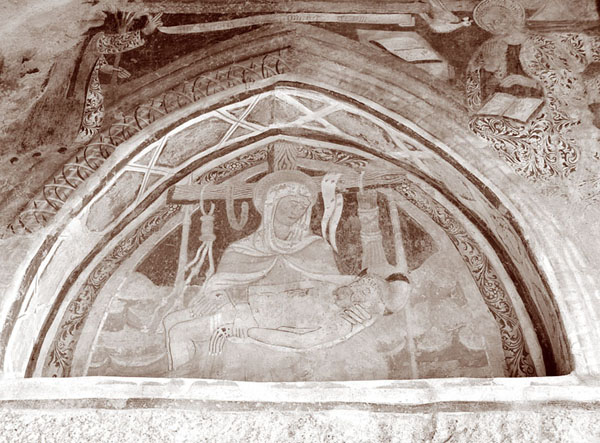
Kirche San Rocco, Fresko Deposizione (15. Jahrhundert)

Ponte in Valtellina ist eine  italienische Gemeinde (comune) in der Provinz Sondrio, Region Lombardei. Das Dorf hat 2193 Einwohner (Stand 31. Dezember 2023) auf einer Fläche von 69 km².

## Geographie
Die Gemeinde liegt nahe der Grenze zum Kanton Graubünden, Schweiz. Die Nachbargemeinden sind Castello dell'Acqua, Chiuro, Montagna in Valtellina, Piateda, Teglio, Tresivio und Valbondione (BG).

## Sehenswürdigkeiten
- Pfarrkirche San Maurizio im Platz Bernardino Luini erbaut von Jacopo Corti aus Valsolda[2]; das Hauptportal wird von einer Lünette mit dem Fresko Madonna mit Kind mit San Maurizio des Malers Bernardino Luini überragt; auf der rechten Seite großes Votivfresko mit San Cristoforo (Ende 15. Jahrhundert). Im Innern in der ersten Kapelle nach Rechts hölzernen Altarbild von Giacomo del Maino. Das Presbyterium wurde in Renaissance-Formen von Tommaso und Jacopo Rodari aus Maroggia seit 1498 erneuert; über dem Hochaltar ein imposanter Tabernakel mit einem kleinen Tempel von Francesco und Innocenzo Guicciardi von 1573.
- Oratorium dei Disciplini bewahrt ein Freskenzyklus mit Sibyllen, Heiligen und einer fragmentarischen Epiphany des Malers Fermo Stella.
- Kirche Sant’Ignazio (17. Jahrhundert) mit Fresko Sant’Ignazio che irradia la fede sulla quattro parti del mono des Malers Cesare Ligari.
- Kirche Madonna di Campagna (16. Jahrhundert) mit einem Pronao mit hohem Marmorrelief der Verkündigung (1593); im Innern einer seltenen Renaissance-Orgel der in den frühen 1990er Jahren restauriert wurde; über dem Hauptaltar befindet sich das Fresko Madonna mit Kind (15. Jahrhundert).
- Kirche San Rocco mit Fresko Deposizione auf den Portal.
- Wallfahrtskirche San Luigi Gonzaga in der Fraktion Sazzo.
- Ethnographisches Museum der Bauernkultur befindet sich im Hof der Gefängnisse. Es besteht aus fünf Zimmern und sammelt die alten Werkzeuge für die Herstellung von Käse und Butter, die Empfänger des Weinguts für die Herstellung von Wein, für die Sammlung und Verarbeitung von Getreide, die Werkzeuge zum Spinnen von Wolle und Hanf, eine antike Schlafzimmer und eine Küche mit altem Geschirr.
- Pfarrmuseum – Neben Gemälden und Fresken aus der Zeit '400–'500 sind sakrale Gewänder, Einrichtungsgegenstände und Gläser von beträchtlichem Wert ausgestellt.

## Persönlichkeiten
- Francesco Saverio (Franz Xaver) Quadrio (1695–1756), trat in den Jesuitenorden, war Sprachlehrer in Padua, Theologieprofessor in Bologna, dann wieder Professor in Padua, schrieb Storia generale della poesia., Verliess den Orden und floh nach Zürich, trieb literarische Studien in Paris, unterhielt Beziehungen zu Voltaire und war später Bibliothekar des Gouverneurs von Mailand (Giovanni Luca Pallavicini); schrieb Dissertazioni critico-storiche intorno alla Rezzia, oggi Valtellina. (Mailand 1755–1756)[3]
- Giuseppe Piazzi (1746–1826) war ein katholischer Priester, Astronom und Mathematiker.
- Enrico Guicciardi (1812–1895), Politiker und Freiheitskämpfer.